# 柴田恭兵
柴田 恭兵（しばた きょうへい、1951年〈昭和26年〉8月18日 - ）は、日本の俳優・歌手。本名同じ。
静岡県清水市（現：静岡県静岡市清水区）出身。

## 来歴
清水市立第七中学校（現：静岡市立清水第七中学校）、日本大学三島高等学校、日本大学経済学部卒業。サラリーマン生活を経て、1975年（昭和50年）に東京キッドブラザースに入団。同年6月12日、ミュージカル『十月は黄昏の国』でデビュー。
1977年（昭和52年）、村川透の推薦により『大都会 PARTII』（日本テレビ）でテレビ初出演。同年『俺たちの朝』にもゲスト出演する。
1978年（昭和53年）、刑事ドラマ『大追跡』（日本テレビ）に滝本刑事役で出演。これが連続テレビドラマへの初レギュラー出演となる。
1979年（昭和54年）、『赤い嵐』（TBSテレビ）で連続ドラマ初主演。『俺たちは天使だ!』（日本テレビ）で一躍脚光を浴び、人気を定着させた。
1984年（昭和59年）に、映画『チ・ン・ピ・ラ』（東宝）の主演、藤川洋一役に抜擢される。これまでのテレビドラマでは、『赤い嵐』と『青い絶叫』の大映テレビ作品をのぞいて脇役ばかりで、主役を引き立てるコミカルな役が多かったが、この映画で主役級の俳優となった。
1986年（昭和61年）、舘ひろしとのコンビで主演を務めた『あぶない刑事』（日本テレビ）で爆発的な人気を得る。以降も『はみだし刑事情熱系』（テレビ朝日）シリーズなどをヒットさせるなど毎年のように連続ドラマの主演を務め、主演数は20本を超える。
2004年（平成16年）12月、20歳の次男を心臓発作で亡くす。次男には気管支喘息の持病があった。
2005年（平成17年）2月5日に村川の故郷・山形県村山市で開催された『第1回村川透映画祭』にゲスト参加。
2006年（平成18年）7月、初期の肺癌と診断され、摘出手術を受ける。以降、禁煙を決意した。8月中旬に退院し一時自宅療養後、12月にドラマ『ハゲタカ』（NHK総合）の撮影で復帰。
2016年、『さらば あぶない刑事』に出演、興行収入は16.3億円と、ヒット作品となった。
2024年、『帰ってきた あぶない刑事』に出演、公開から4週目で観客動員100万人を超えるヒット作品となった。

## 人物
- 実家はJR草薙駅前にある鮮魚店「魚新」[注釈 1]。
- 通称「恭サマ」は『あぶない刑事』で共演した舘ひろしが命名。以後20年以上舘は柴田のことを恭サマと呼び続けている。趣味のゴルフは『あぶない刑事』放送開始時に共演した中条静夫の勧めで始めた。2011年（平成23年）現在でシングルプレーヤーである。仲村トオルとは親交が続いており、同じく共演者のベンガルとは同学年で誕生年月日は一日違い、同じ日本大学の出身である。
- 中学までやっていた野球を趣味としており、草野球チームに所属し定期的に試合をしている（一時期、4チームに加入していた）。1994年（平成6年）には『チャレンジャー!柴田恭兵 ボクの夢がかなう瞬間』（関西テレビ）という番組の企画で、アメリカ合衆国独立リーグ（テキサス・ルイジアナ・リーグ）のアレキサンドリア・エイシズ（英語版）の入団テストに挑戦。合格とはならなかったがチームの計らいで1日だけの契約を結び（契約金26ドル・背番号3）、プロ野球選手として公式戦に1試合出場した（成績：4打数2安打1盗塁）。2024年5月25日には横浜スタジアムで行われた横浜DeNAベイスターズ対広島東洋カープの試合前に、前日24日公開の映画『帰ってきた あぶない刑事』で共演した舘ひろしと共にセレモニアルピッチ（始球式）に臨んだ。プロ野球の始球式でピッチャーを務めるのは柴田にとって初めてのことである[7]。この際、「僕はずっと子供の頃から野球少年で、僕が初めて見た野球選手は『大洋ホエールズ』の選手でした。そのときからファンです」と長年の“横浜愛”を明かした。
- かつて柴田の物真似でよく使われた「関係ないね」というセリフは1980年代のポッカコーポレーションの缶コーヒーのCMでのもの。田代まさしや木梨憲武（とんねるず）がこのフレーズを多用し、やがて柴田自身の代名詞のように広まった。
- 一度も携帯電話やスマートフォンを所持したことがなく、連絡手段にはFAXを用いている。

## 出演

### テレビドラマ
- 大都会 PARTII（日本テレビ・石原プロ）
  - 第15話「炎の土曜日」（1977年7月12日） - 坂田 信
  - 第36話「挑戦」（1977年12月6日） - 清水六郎
- 俺たちの朝（1977年、日本テレビ・東宝） - 坂本清 
  - 第39話「殴り合いとヨットハーバーと船よさらば」（1977年8月14日）
  - 第46話「ふるさとと家出娘と焼きそこないのパン」（1977年10月30日）
- 太陽にほえろ! 第284話「正月の家」（1978年1月6日、日本テレビ・東宝） - 谷村哲夫
- 大追跡（1978年4月 - 9月、日本テレビ・東宝） - 滝本稔刑事
- 姿三四郎（1978年10月 - 1979年3月、日本テレビ） - 安吉（香車の安）
- 熱い嵐（1979年2月26日、TBSテレビ） - 高橋是光
- 俺たちは天使だ!（1979年4月 - 11月、日本テレビ） - 入江省三：ダーツ
- かたぐるま（1979年5月 - 10月、日本テレビ） - 栗田三郎
- 赤い嵐（1979年11月 - 1980年3月、TBSテレビ・大映テレビ） - 大野真
- さすらいの甲子園（1980年8月14日、日本テレビ） - 山上
- 青い絶唱（1980年11月 - 1981年3月、TBSテレビ・大映テレビ） - 主演 鈴木鉄男
- プロハンター（1981年4月 - 9月、日本テレビ） - 五島達
- 想い出づくり。（1981年9月 - 12月、TBSテレビ） - 根本典夫
- 火曜サスペンス劇場 （日本テレビ）
  - ハムレットは行方不明（1981年12月） - 衣笠久志
  - 乱れからくり ねじ屋敷連続殺人事件（1982年3月） - 主演 勝敏夫
  - 張り子の虎（1983年8月） - 主演 西村吾作
  - 二通の手紙（2004年4月27日） - 主演 伊織草輔
- 東芝日曜劇場 「先斗町袋小路」（1982年3月7日、TBSテレビ）
- 天まであがれ!（1982年4月10日 - 1982年10月2日、日本テレビ・ユニオン映画） - 河西達也
  - 天まであがれ!2（1983年7月30日 - 1983年10月29日、日本テレビ） - 掛布準
- 金曜ミステリー劇場 / 松本清張の「顔」（1982年9月3日 - 24日、TBSテレビ） - 山下京介
- せーの!（1982年11月12日 〜 1983年4月1日、日本テレビ） - 花沢学
- ドラマスペシャル 勇者は語らず（テレビ放送開始30周年記念番組、1982年2月7日 - 10日、NHK総合、全4話）※原作は城山三郎
  - (1)いま、日米自動車戦争は
  - (2)きょう、オハイオの大地に立つ
  - (3)きのう、二人は戦友だった
  - (4)あした生きるために
- オサラバ坂に陽が昇る（1983年4月22日 - 1983年8月12日、TBSテレビ） - 始
- 青い目をしたお人形は（1983年11月12日、TBSテレビ） - 先生
- 大河ドラマ（NHK総合）
  - 山河燃ゆ（1984年） - 荒木義勝
  - 武田信玄（1988年） - 上杉謙信
  - 軍師官兵衛（2014年） - 黒田職隆
- ドラマスペシャル 日本の面影（1984年3月3日 - 24日、NHK総合、全4話のうち初回を除く） - 小泉藤三郎（小泉八雲の妻の弟）
  - (2)神々の国の首都
  - (3)夜光るもの
  - (4)生と死の断章
- 夢・玉の井決死隊（1984年3月13日、TBSテレビ） -  誠市
- 燃えて散る炎の剣士 沖田総司（1984年4月2日、日本テレビ） - 土方歳三
- 日曜劇場「ぼくの妹に・その10」(1984年4月22日、TBSテレビ)　- 西郷友介
- 土曜ワイド劇場（テレビ朝日）
  - 「処刑教師」（1984年9月29日） - 主演 笠井道夫
  - 「ドクVSデカ」（2002年 - 2004年）主演
- 瑠璃色ゼネレーション（1984年9月7日 - 1984年10月26日、日本テレビ）
- 離婚テキレイ期（1984年10月9日 - 1984年12月25日、日本テレビ）
- NHK連続テレビ小説（NHK総合）
  - 澪つくし（1985年4月 - 10月） - 梅木健作
  - ええにょぼ（1993年4月 - 10月） - 高柳方人
- 銀河テレビ小説 清水みなとストーリー（1986年2月24日 - 1986年3月21日、NHK総合） - 主演 元太郎
- あぶない刑事シリーズ（日本テレビ） - 主演 大下勇次刑事 
  - あぶない刑事（1986年10月5日 - 1987年9月27日）
  - もっとあぶない刑事（1988年10月7日 - 1989年3月31日）
  - あぶない刑事フォーエヴァーTVスペシャル'98（1998年8月28日）
- マイ･フェア･レディ－ス　お嬢様を探せ！（1986年12月30日、フジテレビ） - 主演  服部良平
- TBS大型時代劇スペシャル（TBSテレビ）
  - 太閤記（1987年1月1日） - 主演 豊臣秀吉
  - 愛と野望の独眼竜 伊達政宗（1995年1月1日） - 主演 伊達政宗
- ドラマスペシャル 橋の上においでよ（1987年10月31日、NHK総合） - 今西
- 夢を見たくて（1988年4月9日、テレビ朝日） - 森山正夫
- 心はロンリー気持ちは「…」VIII（1989年3月3日、フジテレビ）
- シリーズドラマ10（NHK総合）
  - 他人の関係（1989年6月 - 7月） - 主演 平沼修二 ※エド・マクベイン原作『ホープ弁護士』の翻案
  - この声をきみに（2017年9月15日 - 11月17日）‐ 佐久良宗親
- 勝手にしやがれヘイ!ブラザー（1989年10月 - 1990年3月、日本テレビ） - 主演 岸田法眼
- パパ!かっこつかないゼ（1990年7月 - 9月、フジテレビ）- 主演 磯野辰男
- 月曜ドラマスペシャル （TBS）
  - ホテル開業（オープン）（1990年10月） - 主演 山岡
  - 姥捨ての街（1994年8月） - 主演 根岸恒夫
  - 家庭欄記者・鍋嶋六郎」（1999年 - 2000年） - 主演
- 秋桜 -COSMOS-（1991年8月2日、NHK総合） - 主演 神林三郎
- 木曜ゴールデンドラマ 小指の思い出（1991年8月、日本テレビ） - 主演 佃幹夫
- 金曜ドラマシアター 君が海に帰る日（1991年9月、フジテレビ） - 主演
- 子供が寝たあとで（1992年4月 - 6月、日本テレビ） - 主演 広瀬太郎
- 往診ドクター事件カルテ（1992年10月 - 12月、テレビ朝日） - 主演 加納裕基
- 私が殺した男（1993年9月、日本テレビ） - 主演 二宮収太
- 大人のキス（1993年10月 - 12月、日本テレビ） - 主演 丹羽修一
- 1999我が家の事情 マルサが家にやって来る!!（1994年9月2日、フジテレビ） - 主演 野田達也
- 今夜、すべてのBARで（1995年1月、日本テレビ） - 主演 小島容
- 水辺の男（NHK BS日曜ドラマ 1995年7月23日 -  8月13日、土曜ドラマ 1996年2月10日、24日） - 主演 永瀬元治
- 風の刑事・東京発!（1995年10月 - 1996年3月、テレビ朝日） - 主演 風間大輔刑事
- はみだし刑事情熱系（1996年 - 2004年、テレビ朝日） - 主演 高見兵吾刑事
- SPEED STAR（2001年4月14日、日本テレビ） - 飛羽亮介
- 龍神町龍神十三番地（2003年6月26日、TBSテレビ） - 郡家徳雄警部補 役
- 主任刑務官シリーズ 刑務官・一条信一 〜消えた模範囚〜（2004年10月25日、TBSテレビ） - 主演 一条信一
- 刑事部屋〜六本木おかしな捜査班〜（2005年7月 - 9月、テレビ朝日） - 主演 仙道晴見
- 土曜ドラマ （NHK総合）
  - ハゲタカ（2007年2月17日 - 3月24日） - 芝野健夫
  - 64（ロクヨン）（2015年4月 - 5月) - 松岡勝俊
- 鹿鳴館（2008年、テレビ朝日） - 清原永之輔
- 土曜時代劇 オトコマエ!（2008年4月12日 - 7月26日、NHK総合） - 北町奉行・遠山金四郎
- 越境捜査シリーズ（2008年9月11日、2010年5月22日、2011年12月22日、テレビ朝日） - 主演 鷺沼友哉
- テレビ朝日開局50周年記念ドラマスペシャル 刑事一代 平塚八兵衛の昭和事件史（2009年6月20、21日、テレビ朝日）
- 連続ドラマW （WOWOW）
  - 幻夜（2010年11月21日 - 2011年1月16日） - 加藤亘
  - レディ・ジョーカー（2013年3月3日 - 4月14日） - 城山恭介
  - ヒポクラテスの誓い（2016年10月2日 - 10月30日） - 光崎藤次郎
  - 鉄の骨（2020年4月18日 - 5月16日） - 三橋萬造 [8]
  - 両刃の斧（2022年11月13日 - 12月18日） - 主演 柴崎佐千夫
- 刑事定年（2010年10月 - 12月、BS朝日） - 主演 猪瀬直也
- TBS開局60周年記念企画 南極大陸（2011年10月 - 12月、TBSテレビ） - 白崎優
- 空飛ぶ広報室（2013年4月14日 - 6月23日、TBSテレビ） - 鷺坂正司
- 木曜時代劇 風の峠〜銀漢の賦〜（2015年1月15日 - 2月19日、NHK） - 松浦将監
- 特集ドラマ どこにもない国（2018年3月24日、31日、NHK総合） - 語り
- プレミアムドラマ 舟を編む 〜私、辞書つくります〜（2024年2月18日 - 4月21日、NHK BS・NHK BSプレミアム4K） - 松本朋佑 [9]

### 映画
- ピーターソンの鳥（1976年、東京キッドブラザース） - ヒロシ
- 最も危険な遊戯（1978年、東映） - 雀荘の客
- 白昼の死角（1979年、東映） - 殺し屋
- 霧のマンハッタン（1980年、東京キッドブラザース） - 主演 寺岡一郎
- チ・ン・ピ・ラ（1984年、東宝） - 主演 藤川洋一
- 野蛮人のように（1985年、東映） - 中井英二
- CHECKERS IN TAN TAN たぬき (1985年、東宝）- ガソリンスタンド従業員
- ウホッホ探険隊（1986年、東宝） - プロ野球選手
- 道（1986年、東映） - 篠塚稔
- あぶない刑事シリーズ （東映） - 主演 大下勇次 
  - あぶない刑事（1987年）
  - またまたあぶない刑事（1988年）
  - もっともあぶない刑事（1989年）
  - あぶない刑事リターンズ（1996年）
  - あぶない刑事フォーエヴァー THE MOVIE（1998年）
  - まだまだあぶない刑事（2005年）
  - さらば あぶない刑事（2016年）
  - 帰ってきた あぶない刑事（2024年）[10]
- 夢の祭り（1989年、日本ヘラルド映画） - 主演 安部健吉
- べっぴんの町（1989年、東映） - 主演 私（探偵）
- 福沢諭吉（1991年、東映） - 主演 福沢諭吉
- !［ai-ou］（1991年、東宝） - 主演 佐倉修次
- わが愛の譜 滝廉太郎物語（1993年、東映） - 幸田露伴
- 集団左遷（1994年、東映） - 主演 滝川晃司
- ホーム・スイートホーム2 日傘の来た道（2003年、シネマエンジェル） - 主演 正岡秀清
- 半落ち（2004年、東映） - 志木和正
- 69 sixty nine（2004年、東映） - ケンの父
- ハゲタカ（2009年、NHK・東宝） - 芝野健夫
- 北のカナリアたち（2012年、東映） - 川島行夫
- コンフィデンスマンJPシリーズ - トニー・ティン コンフィデンスマンJP プリンセス編（2020年、東宝）コンフィデンスマンJP 英雄編（2022年、東宝）

### 吹き替え
- スティング - ジョニー・フッカー （ロバート・レッドフォード） ※日本テレビ「水曜ロードショー」用日本語吹替
- マッドマックス2 - マックス・ロカタンスキー （メル・ギブソン）※1984年フジテレビ「ゴールデン洋画劇場」用日本語吹替
- バルト（1996年、ユナイテッド・インターナショナル・ピクチャーズ） - バルト

### 舞台
- 十月は黄昏の国（1975年6月12日-13日、東京キッドブラザース） - 若者
- 一つの同じドア（1976年10月14日-27日、1977年3月6日-22日、1978年5月15日-7月26日、東京キッドブラザース）- カッコー
- 黄色いリボンPARTII（1977年1月21日-2月2日、東京キッドブラザース）- 映画スター
- 黄金バット復活版（1977年6月23日、東京キッドブラザース）- 青年
- かれが殺した驢馬（1977年10月8日-12月24日、1978年1月10日-26日、東京キッドブラザース）
- 冬のシンガポール（1978年3月1日-4月29日、5月11日-12日、1980年5月-7月、東京キッドブラザース）- 竜也
- 失なわれた藍の色（1978年8月15日-10月29 日、1984年9月20日-21日､23日-25日、1985年2月､3月23-30日、東京キッドブラザース）- 鉄兵
- 十二月の夢（1978年12月21日、東京キッドブラザース）
- ゼロックススペシャルTVミュージカル  サラムム（1979年2月1日、東京キッドブラザース、 テレビ朝日）
- ハメールンの笛（1979年1月-3月、東京キッドブラザース）- 笛吹き
- 街のメロス（1979年5月6日-7月11日、東京キッドブラザース）- メロス
- オリーブの枝（1979年8月、東京キッドブラザース）- 浩兵
- 哀しみのキッチン（1979年10月11日-1980年1月31日、1984年9月8日-9日､17日-18日、1985年2月､3月5日-19日、東京キッドブラザース）- 浩兵
- 2月のサーカス 哀しみのキッチンPARTII（1980年2月22日-24日、東京キッドブラザース）- 浩兵
- 冬のサーカス（1980年3月、東京キッドブラザース）- 浩兵
- 心は孤独なポアロ（1980年12月-1981年3月、東京キッドブラザース）- 西園寺三太郎
- 青春のアンデルセン（1981年8月1日-25日、東京キッドブラザース）- アンデルセン
- SHIRO 試演会（1981年10月28日-30日、東京キッドブラザース）- 四郎
- SHIRO（1981年11月7日-12月13日、1982年3月19日-4月、5月11日-6月6日、東京キッドブラザース）- 四郎
- ペルーの野球（1982年8月7日-10月24日､10月30日-11月21日、東京キッドブラザース）- 広岡太郎
- 日曜日のカイン（1983年6月-9月､12月17日-20日、東京キッドブラザース）- ロニィ
- 日曜日のカインクリスマスコンサート（1983年12月、東京キッドブラザース）- ロニィ
- CHERRY WARS 桜んぼ戦争（1984年3月-7月、東京キッドブラザース）- ビッグブラザー
- スーパーマーケット・ロマンス（1985年7月24日-8月13日、東京キッドブラザース）- 才蔵、ピーターパン、ガンマン
- あたしは男（1986年1月4日-26日、三越劇場）
- シシリアでダンス（1986年7月-9月、東京キッドブラザース）- 丈太郎
- SONG & DANCE（1987年10月10日、東京キッドブラザース）
- 遠い国のポルカ（1987年11月5日-1988年3月29日、東京キッドブラザース）- 幸村
- ブラッド・ブラザーズ（1991年、1992年、1995年、松竹）- ミッキー
- ネオ・オペラ「セレスタ」（1993年7月3日、平塚中央公民館）
- 朗読劇 ラヴ・レターズ（1994年4月17日、 パルコ劇場） - アンディ

### バラエティ
- 象印クイズ ヒントでピント（テレビ朝日、1979年3月4日（第1回） - 6月17日（第16回）） - 放送開始時の初代男性軍3枠レギュラー
- ミエと良子のおしゃべり泥棒「柴田恭兵・涙で語る男の世界」（1980年12月、テレビ東京）
- おしゃべり人物伝（1984年 - 1985年、NHK総合） - レギュラー
- クイズ面白ゼミナール クイズ 姿勢と健康 すわる 新・朝のテレビ小説レギュラー大会（1985年4月、NHK総合）
- モーニングジャンボ奥さま8時半です（TBSテレビ）
- おはようスタジオ（東京12チャンネル〈現テレビ東京〉）
- 夜のヒットスタジオ（フジテレビ） - 1981年6月22日に初出演以降、1989年までに数回出演
- さんまのまんま（関西テレビ）
- 森田一義アワー 笑っていいとも!「テレフォンショッキング」コーナー（フジテレビ）
- テレビ探偵団（1990年、TBSテレビ）
- とんねるずの生でダラダラいかせて!!（1991年・1996年、日本テレビ）

### コンサート

#### 1979年
- ラブコネクション発売記念コンサート（7月、ラフォーレ原宿）

#### 1981年
- KYOHEI FIRST CONCERT（4月 - 6月、渋谷公会堂）

#### 1987年
- コンサート SHOUT（7月16日 - 8月1日)

| # | 公演日        | 会場                     |
| - | ------------- | ------------------------ |
| 1 | 7月16日       | 神奈川県民ホール         |
| 2 | 7月19日       | 福岡サンパレス           |
| 3 | 7月22日、23日 | 名古屋市公会堂           |
| 4 | 7月25日、26日 | 中野サンプラザ           |
| 5 | 8月1日        | 大阪フェスティバルホール |

#### 1989年
- コンサート AGAIN～そしてこの夜に～（11月18日 - 12月25日)

| #  | 公演日               | 会場                   |
| -- | -------------------- | ---------------------- |
| 1  | 11月18日             | 北海道厚生年金会館     |
| 2  | 11月24日 - 26日      | 大阪厚生年金会館       |
| 3  | 12月1日              | 静岡市民文化会館       |
| 4  | 12月2日              | 豊田市民文化会館       |
| 5  | 12月9日              | 東京ベイNKホール       |
| ６ | 12月10日             | 大宮ソニックシティ     |
| 7  | 12月15日             | 広島郵便貯金ホール     |
| 8  | 12月16日             | 福岡サンパレス         |
| 9  | 12月17日             | 鹿児島市民文化ホール   |
| 10 | 12月22日             | 福井フェニックスプラザ |
| 11 | 12月23日             | 石川厚生年金会館       |
| 12 | 12月25日（追加公演） | 東京厚生年金会館       |

### ラジオ
- 柴田恭兵の翔べ青春！（1979年、文化放送）
- 仲村トオル 待たせてゴメン（1987年、ニッポン放送） - ゲスト出演
- 大槻ケンヂのオールナイトニッポン（1991年1月15日、ニッポン放送） - ゲスト出演
- 赤坂泰彦のMillion Nights（1996年9月11日、エフエム東京） - ゲスト出演
- 舘ひろしと柴田恭兵のオールナイトニッポンGOLD 〜映画「帰ってきた あぶない刑事」SP〜（2024年5月24日、ニッポン放送） - 舘ひろしと共にパーソナリティ[11]

### CM
- 黄桜 キザクラマイルド（1980年）
- 日本民間放送連盟30周年記念 「はつらつ30才」（1982年）
- 伊藤園 ウーロン茶（1983年）
- 大阪地下街 虹のまち（1986年 - 1988年）
- ポッカ（現・ポッカサッポロフード&ビバレッジ） ポッカコーヒー、遠赤焙煎ジェントコーヒー、BM（1987年 - 1996年）
- 日本信販（現・三菱UFJニコス）、日本信販カード→NICOSカード（1988年 - 1991年）
- 第一生命（1992年 - 1994年）
- フィリップモリス MERIT（1995年 - 1996年）
- 日本中央競馬会 夏競馬（1997年）
- サッポロビール （日本テレビ 第100回東京箱根間往復大学駅伝競走 中継番組、関連番組内、ナレーション、2024年1月2日、3日）

## ディスコグラフィ

### シングル
| ＃                                                                | 発売日                                        | 面                                            | タイトル                                        | 作詞                                          | 作曲                                          | 編曲                                          | 規格                                          | 規格品番                                      |                                               |
| - 東芝EMI - 柴田恭兵 東京キッドブラザース名義                     | - 東芝EMI - 柴田恭兵 東京キッドブラザース名義 | - 東芝EMI - 柴田恭兵 東京キッドブラザース名義 | - 東芝EMI - 柴田恭兵 東京キッドブラザース名義   | - 東芝EMI - 柴田恭兵 東京キッドブラザース名義 | - 東芝EMI - 柴田恭兵 東京キッドブラザース名義 | - 東芝EMI - 柴田恭兵 東京キッドブラザース名義 | - 東芝EMI - 柴田恭兵 東京キッドブラザース名義 | - 東芝EMI - 柴田恭兵 東京キッドブラザース名義 | - 東芝EMI - 柴田恭兵 東京キッドブラザース名義 |
| ----------------------------------------------------------------- | --------------------------------------------- | --------------------------------------------- | ----------------------------------------------- | --------------------------------------------- | --------------------------------------------- | --------------------------------------------- | --------------------------------------------- | --------------------------------------------- | --------------------------------------------- |
| 1st                                                               | 1979年1月20日                                 | A                                             | 君だけでいい                                    | 山川啓介                                      | 大野雄二                                      | 大野雄二                                      | EP                                            | KTP-10535                                     |                                               |
| 1st                                                               | 1979年1月20日                                 | B                                             | - ハロー・アイランド - （東京キッドブラザース） | 山川啓介                                      | 大野雄二                                      | 大野雄二                                      | EP                                            | KTP-10535                                     |                                               |
| 2nd                                                               | 1979年7月5日                                  | A                                             | LOVE CONNECTION                                 | 東由多加                                      | 深野義和                                      | 福井峻                                        | EP                                            | KTP-10585                                     |                                               |
| 2nd                                                               | 1979年7月5日                                  | B                                             | - その蒼い手を - （東京キッドブラザース）       | 小椋佳                                        | 小椋佳                                        | 前田憲男                                      | EP                                            | KTP-10585                                     |                                               |
| 東芝EMI                                                           |                                               |                                               |                                                 |                                               |                                               |                                               |                                               |                                               |                                               |
| 3rd                                                               | 1979年12月1日                                 | A                                             | 5マイル アヘッド                                | 東由多加                                      | 大野克夫                                      | 後藤次利                                      | EP                                            | KTP-10646                                     |                                               |
| 3rd                                                               | 1979年12月1日                                 | B                                             | ミスティ                                        | - リチャード・ウェス - 訳詞:志賀健            | 深野義和                                      | 小笠原寛                                      | EP                                            | KTP-10646                                     |                                               |
| 4th                                                               | 1980年7月5日                                  | A                                             | 妹よ                                            | 東由多加                                      | 深野義和                                      | 前田憲男                                      | EP                                            | KTP-17015                                     |                                               |
| 4th                                                               | 1980年7月5日                                  | B                                             | - 時の魔法 - （柴田恭兵/坪田直子）              | 東由多加                                      | 深野義和                                      | 前田憲男                                      | EP                                            | KTP-17015                                     |                                               |
| 5th                                                               | 1981年4月21日                                 | A                                             | なんとなく、クリスタル                          | 田中康夫                                      | 近田春夫                                      | 飛澤宏元                                      | EP                                            | KTP-17150                                     |                                               |
| 5th                                                               | 1981年4月21日                                 | B                                             | これからはふたり                                | 田中康夫                                      | 松任谷正隆                                    | 新川博                                        | EP                                            | KTP-17150                                     |                                               |
| フォーライフ・レコード                                            |                                               |                                               |                                                 |                                               |                                               |                                               |                                               |                                               |                                               |
| 6th                                                               | 1986年12月21日                                | A                                             | ランニング・ショット                            | 吉松隆 門間裕                                 | 吉松隆                                        | 吉松隆                                        | EP                                            | 7K-247                                        |                                               |
| 6th                                                               | 1986年12月21日                                | B                                             | 真夜中のステップ                                | 吉松隆                                        | 吉松隆                                        | 吉松隆                                        | CT                                            | 10C-4                                         |                                               |
| [ 注釈 2 ]                                                        | 1988年5月21日                                 | 1                                             | ランニング・ショット                            | 吉松隆 門間裕                                 | 吉松隆                                        | 吉松隆                                        | 8cmCD                                         | 10KD-25                                       |                                               |
| [ 注釈 2 ]                                                        | 1988年5月21日                                 | 2                                             | WAR                                             | さがらよしあき                                | 深町栄                                        | 松本健                                        | 8cmCD                                         | 10KD-25                                       |                                               |
| -                                                                 | 1996年8月21日                                 | 1                                             | ランニング・ショット                            | 吉松隆 門間裕                                 | 吉松隆                                        | 吉松隆                                        | 8cmCD                                         | FLDF-1606                                     |                                               |
| -                                                                 | 1996年8月21日                                 | 2                                             | WAR                                             | さがらよしあき                                | 深町栄                                        | 松本健                                        | 8cmCD                                         | FLDF-1606                                     |                                               |
| -                                                                 | 1998年8月21日                                 | 1                                             | RUNNING SHOT (SHOT GUN MIX)                     | 吉松隆 門間裕                                 | 吉松隆                                        | MASATAKE OHSATO                               | 8cmCD                                         | FLDF-1671                                     |                                               |
| -                                                                 | 1998年8月21日                                 | 2                                             | RUNNING SHOT (HOLD ON MIX)                      | 吉松隆 門間裕                                 | 吉松隆                                        | JUPITER PROJECT                               | 8cmCD                                         | FLDF-1671                                     |                                               |
| 7th                                                               | 1987年4月29日                                 | A                                             | WAR                                             | さがらよしあき                                | 深町栄                                        | 松本健                                        | EP                                            | 7K-258                                        |                                               |
| 7th                                                               | 1987年4月29日                                 | B                                             | ラブロマンス                                    | 森永博志                                      | 長島進                                        | 松本健                                        | CT                                            | 10C-14                                        |                                               |
| - フォーライフ・レコード - 柴田恭兵 with 東京キッドブラザース名義 |                                               |                                               |                                                 |                                               |                                               |                                               |                                               |                                               |                                               |
| -                                                                 | 1987年11月21日                                | A                                             | 大人になる前に                                  | 東由多加                                      | 深野義和                                      | 瀬尾一三                                      | EP                                            | 7K-277                                        |                                               |
| -                                                                 | 1987年11月21日                                | B                                             | 乱気流                                          | 庄司明弘                                      | 松田博幸                                      | 瀬尾一三                                      | CT                                            | 10C-128                                       |                                               |
| フォーライフ・レコード                                            |                                               |                                               |                                                 |                                               |                                               |                                               |                                               |                                               |                                               |
| 8th                                                               | 1988年6月29日                                 | A                                             | GET DOWN                                        | さがらよしあき                                | 深町栄                                        | 中村哲                                        | EP                                            | 7K-302                                        |                                               |
| 8th                                                               | 1988年6月29日                                 | A                                             | GET DOWN                                        | さがらよしあき                                | 深町栄                                        | 中村哲                                        | CT                                            | 10C-141                                       |                                               |
| 8th                                                               | 1988年6月29日                                 | B                                             | BAD DREAMS                                      | 安藤芳彦                                      | 近藤敬三                                      | 中村哲                                        | 8cmCD                                         | 10KD-29                                       |                                               |
| 9th                                                               | 1988年11月16日                                | A                                             | TRASH                                           | 売野雅勇                                      | 太田美知彦                                    | 中村哲                                        | EP                                            | 7K-312                                        |                                               |
| 9th                                                               | 1988年11月16日                                | A                                             | TRASH                                           | 売野雅勇                                      | 太田美知彦                                    | 中村哲                                        | CT                                            | 10C-147                                       |                                               |
| 9th                                                               | 1988年11月16日                                | B                                             | Dark Side of Moon                               | 売野雅勇                                      | 深町栄                                        | 中村哲                                        | 8cmCD                                         | 10KD-39                                       |                                               |
| 10th                                                              | 1989年10月4日                                 | 1                                             | 横浜 DAYBREAK                                   | 山川啓介                                      | 川上明彦                                      | 佐藤準                                        | CT                                            | FLSF-09001                                    |                                               |
| 10th                                                              | 1989年10月4日                                 | 2                                             | AGAIN                                           | 山川啓介                                      | 深町栄                                        | 瀬尾一三                                      | 8cmCD                                         | FLDF-09005                                    |                                               |
| 11th                                                              | 1990年7月25日                                 | 1                                             | BREAK OUT                                       | 大津あきら                                    | 多々納好夫                                    | 杉山卓夫                                      | CT                                            | FLSF-09003                                    |                                               |
| 11th                                                              | 1990年7月25日                                 | 2                                             | HARD OR SWEET RAIN                              | 大津あきら                                    | 羽場仁志                                      | 杉山卓夫                                      | CD                                            | FLDF-09121                                    |                                               |

### アルバム

#### オリジナル・アルバム
| #                      | 発売日                 | タイトル                | 規格                   | 規格品番               |
| フォーライフ・レコード | フォーライフ・レコード | フォーライフ・レコード  | フォーライフ・レコード | フォーライフ・レコード |
| ---------------------- | ---------------------- | ----------------------- | ---------------------- | ---------------------- |
| 1st                    | 1987年6月21日          | SHOUT                   | LP                     | 28K-132                |
| 1st                    | 1987年6月21日          | SHOUT                   | CT                     | 28C-124                |
| 1st                    | 1987年6月21日          | SHOUT                   | CD                     | 33KD-102               |
| 2nd                    | 1989年11月8日          | AGAIN〜そしてこの夜に〜 | CD                     | FLCF-31007             |
| 2nd                    | 1989年11月8日          | AGAIN〜そしてこの夜に〜 | CT                     | FLTF-26005             |
| 3rd                    | 1990年12月21日         | シンデレラ リバティ     | CD                     | FLCF-30092             |
| 3rd                    | 1990年12月21日         | シンデレラ リバティ     | CT                     | FLTF-26022             |

#### ライブ・アルバム
| #       | 発売日         | タイトル    | 規格    | 規格品番  | 備考                                 |
| 東芝EMI | 東芝EMI        | 東芝EMI     | 東芝EMI | 東芝EMI   | 東芝EMI                              |
| ------- | -------------- | ----------- | ------- | --------- | ------------------------------------ |
| 1st     | 1981年11月21日 | KYOHEI LIVE | LP      | KTP-90134 | 1981年6月27日 渋谷公会堂ライブ収録盤 |
| 1st     | 1981年11月21日 | KYOHEI LIVE | CT      | ZH28-1097 | 1981年6月27日 渋谷公会堂ライブ収録盤 |

#### ベスト・アルバム
| #                                        | 発売日         | タイトル                                                | 規格         | 規格品番   |
| 東芝EMI                                  | 東芝EMI        | 東芝EMI                                                 | 東芝EMI      | 東芝EMI    |
| ---------------------------------------- | -------------- | ------------------------------------------------------- | ------------ | ---------- |
| 1st                                      | 1982年12月21日 | 柴田恭兵ベスト                                          | LP           | KTP-80159  |
| 1st                                      | 1982年12月21日 | 柴田恭兵ベスト                                          | CT           | ZH25-1281  |
| 2nd                                      | 1985年5月1日   | 柴田恭兵ベストナウ 5マイル・ア・ヘッド                  | CT           | ZH20-3018  |
| 東芝EMI / EXPRESS                        |                |                                                         |              |            |
| 3rd                                      | 1987年5月1日   | ニュー・ベストナウ 柴田恭兵                             | CD           | CA30-1433  |
| 3rd                                      | 1987年5月1日   | ニュー・ベストナウ 柴田恭兵                             | CT           | ZH25-1819  |
| 4th                                      | 1989年8月2日   | BIG ARTIST best COLLECTION                              | CD           | CT25-9048  |
| 4th                                      | 1989年8月2日   | BIG ARTIST best COLLECTION                              | CT           | ZT20-9048  |
| フォーライフ・レコード                   |                |                                                         |              |            |
| 5th                                      | 1990年3月21日  | KYOHEI EXCELLENCE                                       | CD           | FLCF-31069 |
| 東芝EMI                                  |                |                                                         |              |            |
| 6th                                      | 2003年3月19日  | GOLDEN☆BEST 柴田恭兵                                    | CD           | TOCT-10906 |
| フォーライフミュージックエンタテイメント |                |                                                         |              |            |
| 7th                                      | 2004年10月20日 | GOLDEN☆BEST 柴田恭兵 KYOHEI EYED SOUL                   | CD           | FLCF-4025  |
| 東芝EMI / EXPRESS                        |                |                                                         |              |            |
| 8th                                      | 2005年8月24日  | NEW BEST 1500                                           | CD           | TOCT-11037 |
| フォーライフミュージックエンタテイメント |                |                                                         |              |            |
| 9th                                      | 2005年10月19日 | あぶない刑事 YUJI THE BEST                              | CD           | FLCF-4082  |
| 10th                                     | 2016年2月24日  | 柴田恭兵 オール・タイム・ベスト「ランニング・ショット」 | Blu-spec CD2 | FLCF-5068  |

### 映像作品
| #                      | 発売日        | タイトル                                            | 規格          | 規格品番      | 備考                                     |
| Kyohei Office          | Kyohei Office | Kyohei Office                                       | Kyohei Office | Kyohei Office | Kyohei Office                            |
| ---------------------- | ------------- | --------------------------------------------------- | ------------- | ------------- | ---------------------------------------- |
| 1st                    | 1989年12月    | ONE ROUND JACK〜僕をさがして〜                      | VHS           | 品番なし      | ファンクラブ限定販売                     |
| フォーライフ・レコード |               |                                                     |               |               |                                          |
| 2nd                    | 1990年4月21日 | KYOHEI SHIBATA '89 CONCERT AGAIN 〜そしてこの夜に〜 | VHS           | FLVF-49005    | 1989年12月9日 東京ベイNKホールライブ収録 |
| 2nd                    | 1990年4月21日 | KYOHEI SHIBATA '89 CONCERT AGAIN 〜そしてこの夜に〜 | LD            | FLLF-49005    | 1989年12月9日 東京ベイNKホールライブ収録 |
| 2nd                    | 1990年4月21日 | KYOHEI SHIBATA '89 CONCERT AGAIN 〜そしてこの夜に〜 | DVD           | FLBF-8114     | 1989年12月9日 東京ベイNKホールライブ収録 |
| 2nd                    | 2016年7月27日 | KYOHEI SHIBATA '89 CONCERT AGAIN 〜そしてこの夜に〜 | DVD           | FLBF-8114     | 1989年12月9日 東京ベイNKホールライブ収録 |

### タイアップ
| 曲名                        | タイアップ                                                        | 収録作品                                |
| --------------------------- | ----------------------------------------------------------------- | --------------------------------------- |
| 君だけでいい                | テレビ朝日 ゼロックス・アワー・ミュージカル『サラムム』サントラ盤 | シングル「君だけでいい」                |
| ハロー・アイランド          | テレビ朝日 ゼロックス・アワー・ミュージカル『サラムム』サントラ盤 | シングル「君だけでいい」                |
| 5マイル・アヘッド           | TBSテレビ系『赤い嵐』主題歌                                       | シングル「5マイル・アヘッド」           |
| ランニング・ショット        | 日本テレビ系『あぶない刑事』挿入歌                                | シングル「ランニング・ショット」        |
| ランニング・ショット        | 日本テレビ・東映提携作品『あぶない刑事リターンズ』挿入歌          | シングル「ランニング・ショット」        |
| WAR                         | 日本テレビ系『あぶない刑事』挿入歌                                | シングル「WAR」                         |
| GET DOWN                    | 東映・日本テレビ提携作品『またまたあぶない刑事』挿入歌            | シングル「GET DOWN」                    |
| TRASH                       | 日本テレビ系全国ネット『もっとあぶない刑事』挿入歌                | シングル「TRASH」                       |
| 横浜 DAYBREAK               | 日本テレビ系ドラマ『勝手にしやがれヘイ!ブラザー』主題歌           | シングル「横浜 DAYBREAK」               |
| AGAIN                       | 東映映画『べっぴんの町』主題歌                                    | シングル「横浜 DAYBREAK」               |
| BREAK OUT                   | フジテレビ木曜劇場『パパ!かっこつかないゼ』主題歌                 | シングル「BREAK OUT」                   |
| RUNNING SHOT (SHOT GUN MIX) | 日本テレビ・東映提携作品『あぶない刑事フォーエヴァー』挿入歌      | シングル「RUNNING SHOT (SHOT GUN MIX)」 |

### 参加作品
| 発売日         | 商品名                                             | 歌                                                                       | 楽曲                   | 備考                                       |
| -------------- | -------------------------------------------------- | ------------------------------------------------------------------------ | ---------------------- | ------------------------------------------ |
| 1992年10月25日 | ブラッド・ブラザース〜日本版オリジナル・キャスト〜 | サミー（吉田鋼太郎）、リンダ（熊谷真実）、ミッキー（柴田恭兵）、子供全員 | 「子供の遊び」         | ミュージカル『ブラッド・ブラザース』関連曲 |
| 1992年10月25日 | ブラッド・ブラザース〜日本版オリジナル・キャスト〜 | ミッキー（柴田恭兵）、エディ（国広富之）                                 | 「長い午後の日曜日」   | ミュージカル『ブラッド・ブラザース』関連曲 |
| 1992年10月25日 | ブラッド・ブラザース〜日本版オリジナル・キャスト〜 | ミッキー（柴田恭兵）、エディ（国広富之）                                 | 「あいつ」             | ミュージカル『ブラッド・ブラザース』関連曲 |
| 2005年5月12日  | 君の歌が聴こえる                                   | 柴田恭兵 & KID BROS.                                                     | 「北北西に進路をとれ」 | 2004年新レコーディング                     |

## 書籍
- 熱風 生きてくれ 俺と燃えながら（1980年、集英社）
- I love Kyohei（1988年、Kyohei Office）

## 受賞
- エランドール賞 新人賞（1980年）
- 第14回ベストドレッサー賞 芸能部門賞受賞（1984年）
- 第10回日本アカデミー賞 優秀助演男優賞受賞（『野蛮人のように』、『道』・1987年）[12]
- 第12回日本アカデミー賞 話題賞受賞（俳優部門、『あぶない刑事』チームとして）
- 第15回日本アカデミー賞 優秀主演男優賞受賞（『福沢諭吉』、『!［ai-ou］』・1992年）[13]
- 第18回日本アカデミー賞 優秀主演男優賞受賞（『集団左遷』・1995年）[14]
- 第28回日本アカデミー賞 優秀助演男優賞受賞（『半落ち』・2005年）
- 第19回高崎映画祭 最優秀助演男優賞受賞（『半落ち』・2005年）